# Jack Lowden
Jack Andrew Lowden (Borders, Escocia; 2 de junio de 1990) es un actor escocés reconocido en Reino Unido por sus destacables interpretaciones en el teatro, el radio teatro, la televisión y el cine. Ganador de un Olivier Award por su interpretación de Oswald Alving (Espectros, Henrik Ibsen) y de un BAFTA Scotland por su interpretación en la película Calibre, ha comenzado a expandir su carrera en la televisión y el cine, destacándose con su interpretación de Nikolai Rostov en la miniserie War and Peace y por su interpretación de Collins, en la galardonada película de Christopher Nolan, Dunkerque. Dentro de los últimos años, además, ha quedado en el ojo público por su interpretación del espía River Cartwright en la serie Slow Horses de Apple TV. Durante el año 2025, además, se anunció que interpretará a Mr. Darcy en la nueva adaptación de Netflix de la icónica novela de la Regencia Orgullo y Prejuicio de Jane Austen y al Detective Bernie Gunther para la serie de Apple TV Berlin Noir, adaptación de las novelas Metrópolis del escocés Philip Kerr. 

## Biografía
Lowden nació en Borders, un concejo de Escocia, en Reino Unido. Hijo de Jacquie y Gordon Lowden, y hermano mayor del reconocido bailarín del Royal Swedish Ballet, Calum Lowden. Estudió en Earlston High School, donde realizó sus primeras obras dramáticas. A los dieciocho años fue aceptado por el reconocido Royal Conservatoire of Scotland.  
Su interés por el teatro comenzó a los nueve años, cuando acompañó a su hermano menor a clases de ballet, luego de ver al bailarín Michael Flatley en Mánchester junto a su familia. Sin gran éxito intentó bailar junto a él (define su intento como "atroz"), pero notó lo bien que se le daba estar sobre un escenario, por lo que se convirtió —tímidamente— en quien presentaba a los bailarines antes de salir a escena. Sin embargo, lo que marcó definitivamente su camino fue ver la obra de teatro escocesa Black Watch.
Se reconoce abiertamente como independentista, y no pierde oportunidad de hablar del orgullo que siente de sus raíces escocesas y las ansias de ver que su país logre liberarse del Reino Unido. Actualmente, se ha dedicado a preservar las artes dentro de Escocia y adhiere a diferentes causas sociales que impliquen la defensa de estas dentro del país —especialmente enfocada en los más jóvenes y las escuelas públicas—.

## Vida Personal
Desde fines de 2017 se encuentra en una relación con la actriz irlandesa Saoirse Ronan, a quien conoció durante el rodaje de la cinta Mary Queen of Scots, y a quien describe como una "fuerza de la naturaleza, dentro y fuera de la pantalla". El 20 de julio del 2024, se anunció a través de diversos medios de comunicación que la pareja contrajo matrimonio en Escocia en una ceremonia privada. Lowden, en recientes entrevistas —en el contexto de la promoción para la obra de teatro The Fifth Step, dirigida por David Ireland para el National Theatre of Scotland— ha mencionado tener muchos proyectos cinematográficos junto a la actriz.
Saoirse Ronan asistió durante mayo del 2025 al Louis Vuitton Cruise en un evidente estado de embarazo. Si bien no ha habido ninguna confirmación por parte del matrimonio, han sido fotografiados bastante felices por las calles de la capital de Inglaterra. 

## Carrera
Su primera aparición pública fue como rostro de publicidad para la bebida gaseosa Irn-Bru, donde, curiosamente, debió bailar y cantar. El comercial fue titulado "High School Musical Spoof". Lowden describe esta experiencia como un "servicio nacional". 
El año 2011 tuvo su primera participación en televisión, para la extinta serie de la TV escocesa Being Victor, donde tuvo una pequeña aparición en uno de sus capítulos, que se sumó a una breve actuación en la película uwant2killhim?. Al tiempo, se comenzaba a gestar una de sus primeras grandes presentaciones dentro del teatro, y uno de sus grandes sueños: ser parte de Black Watch, donde compartió escena con el también emergente actor Richard Rankin. Su estreno fue el año 2012 y lograron recorrer todo el Reino Unido e incluso Estados Unidos. 
El año 2012 realizó su primer rol para la cadena inglesa BBC, en la miniserie Mrs. Biggs, donde interpretó a un joven amante de la protagonista, Alan Wright; al tiempo que comenzaría a ser reconocido por sus pares por su interpretación del atleta escocés Eric Liddell en la obra de teatro Chariots of Fire, que se mantuvo en cartelera hasta el año 2013. Ese mismo año se uniría al elenco de la primera temporada de la serie The Tunnel, donde interpretó a Adam Roebuck, el rebelde hijo del detective Karl Roebuck (Stephen Dillane), quien se convierte en el centro de la trama al ser secuestrado. Además, formaría parte de la película '71, donde interpretaría a Thommo, un soldado inglés que interviene en un motín de las peligrosas calles de Belfast durante 1971, uno de los años más sangrientos del conflicto irlandés.
Sin embargo, sería el 2014 el año en que comenzaría a llegar el verdadero reconocimiento para el escocés, bajo el alero del Almeida Theatre, donde daría vida a uno de los personajes más importantes de su carrera: Oswald Alving, el atormentado protagonista de la obra dramática Espectros, del noruego Henrik Ibsen. Ahí conocería a una de sus mejores amigas y a quien define como su maestra, la actriz Lesley Manville, quien interpretaba a su madre, Helen Alving. La obra, aclamada internacionalmente, lo haría ganador del premio Premio Laurence Olivier como mejor actor de reparto. Además, fue filmada y actualmente se puede ver a través de la plataforma Broadway HD. 
Durante el año 2014 también haría su regreso triunfal a la cadena inglesa BBC, esta vez con la miniserie The Passing Bells, donde interpretaría al soldado Michael Lang, en un profundo drama de cinco capítulos donde se manifestaba las dos caras de la Primera Guerra Mundial, a partir de la mirada de un inglés y un alemán. 
El año 2015 interpretaría al famoso poeta inglés Thomas Wyatt en la reconocida serie de la BBC, Wolf Hall, donde por primera vez compartiría escena con Mark Rylance.
Así como 2014 fue un año importante para Lowden, por el impacto que generó dentro del mundo del teatro, 2015 se anunció que sería parte de la miniserie más cara de la historia de la cadena inglesa BBC: la nueva adaptación de Guerra y paz, novela de León Tolstói y una de las más importantes de la historia de la literatura. En ella interpretaría a Nikolai Rostov, compartiendo escena con una potente camada de nuevos actores: Paul Dano, James Norton, Lily James, Jessie Buckley, Tom Burke, Aneurin Barnard y Callum Turner. La superproducción fue estrenada a comienzos de 2016 y recibió gran elogio de la crítica. 
Durante el año 2016 se estrenaría la que Lowden define como "la película de la que más ha aprendido": Tommy's Honour; drama de época basado en el libro Tommy's Honor: The Story of Old Tom Morris and Young Tom Morris, Golf's Founding Father and Son, que cuenta la historia de Thomas Morris, considerado uno de los pioneros dentro del golf moderno. Por primera vez, sería el protagonista de una cinta, lo que lo hizo acreedor de su primera nominación a los BAFTA Scotland como mejor actor. Además, se estrenaría la película A United Kingdom, donde interpretaría al político Tony Benn.
El 2016 se hace público el nuevo elenco de Dunkirk, la nueva película del director inglés, Christopher Nolan. En la cinta, Lowden es el protagonista de una de las tres historias, Aire, dando vida al piloto spitfire Collins. El peso de la película lo llevó a promocionar la cinta en Reino Unido y Estados Unidos, junto a los actores Fionn Whitehead, Aneurin Barnard, Barry Keoghan, Mark Rylance y Tom Glynn-Carney. Además, generó gran simpatía con el actor Tom Hardy, con quien compartió durante el rodaje de sus escenas, logrando que el inglés lo invitara a formar parte de su nueva cinta, Capone. 
Al tiempo que comenzaba la preproducción de Dunkirk, se anunciaba que Lowden sería protagonista del biopic no autorizado del cantante y compositor británico Morrissey. La cinta, dirigida por Mark Gill, en un comienzo fue llamada Steven, pero luego su nombre fue cambiado a England Is Mine. En esta, se retrata la adolescencia del artista, previa a formar parte de la banda The Smiths. Si bien las críticas fueron mixtas, la actuación de Lowden fue alabada. 
El 2017 comenzaría el rodaje de su primera película para Netflix: Calibre, un thriller ambientado en Escocia, donde interpretaría a Vaughn, un joven que se ve involucrado en un crimen involuntario, que lo lleva a tomar terribles decisiones mientras es perseguido por los habitantes de una aislada comunidad. El rol le valió su segunda nominación a los BAFTA Scotland, siendo, finalmente, el ganador del premio, durante la ceremonia del año 2018. La película tuvo una gran llegada dentro de la crítica e incluso fue alabada por el escritor Stephen King. 
Posteriormente, comenzó el rodaje de Fighting with My Family, película biográfica, basada en el documental The Wrestlers: Fighting with My Family, que cuenta la vida de la luchadora de la WWE, Paige. Producida por Dwayne Johnson, coprotagonizó la cinta con la actriz Florence Pugh. Además, comenzaría el rodaje de su tercera película rodada en suelo escocés (luego de Tommy's Honour y Calibre): Mary Queen of Scots, donde interpretaría a Lord Darnley, segundo esposo de Mary Stuart, interpretada por la actriz irlandesa Saoirse Ronan. La cinta contó la dirección de la inglesa Josie Rourke y contaría con la participación de Margot Robbie, Joe Alwyn, David Tennant y Guy Pearce, entre otros.
Durante el año 2018 comenzó el rodaje de Capone, biopic del gangster estadounidense Al Capone (Tom Hardy) donde interpretaría al Agente Crawford, del FBI. A medidos de año, se movería hasta República Dominicana para rodar junto a Hayley Atwell, la nueva miniserie de la BBC, The Long Song, basada en la novela histórica de Andrea Levy, donde interpretó a Robert Goowin, un burgués que se "enamora" de una esclava y debe decidir entre el dinero o un futuro con esta.
Ese mismo año, Lowden rápidamente se movió a Londres, para comenzar a realizar en Donmar Warehouse la obra de teatro Medida por medida de William Shakespeare. Dirigida por Josie Rourke y coprotagonizada con Hayley Atwell, interpretó a Angelo, en una demandante producción, donde su interpretación fue aclamada por la crítica y el público.
Durante el año 2021, tuvo una breve aparición como el abogado pionero en la práctica legal antirracista en Reino Unido, Ian Macdonald, en la antología Small Axe, dirigida por Steve McQueen para la cadena británica BBC. Posteriormente, ese mismo año, protagonizaría junto a Tamara Lawrence y Fiona Shaw la película de terror psicológico Kindred; esta sería, además, la primera película en la que participaría como productor. 
Para el año 2022 se estrena Benediction, película biográfica sobre el poeta de la Primera Guerra Mundial, Siegfried Sassoon, bajo la dirección de Terence Davies. La que sería la última película del director británico recibió críticas bastantes positivas y tuvo un largo recorrido por festivales independientes, siendo ovacionada en el Festival de San Sebastián, donde Lowden participó y fue presentar la cinta. Además, significaría su tercera nominación como mejor actor en los premios BAFTA Scotland. 
Además, comenzaría a protagonizar la serie Slow Horses para Apple TV, donde interpretaría al fracasado agente del MI5 River Cartwright. Protagonizada por Lowden y Gary Oldman, se transformó en la serie con mayor temporadas realizada por la plataforma, con 7 temporadas confirmadas hasta el año 2025. Aclamada por la crítica y con múltiples premios, le otorgó al escocés su primera nominación a los Emmys.  
Durante los últimos años protagonizó la serie de la BBC The Gold, que cuenta la verdadera historia del robo de oro más grande del Reino Unido, dando vida al líder de la operación, Kenneth Noye. Para el 2025 se estrenó la segunda temporada de esta, donde Lowden vuelve a aparecer interpretando al criminal.   
Tuvo una aparición como invitado en la serie de Amazon The Lord of the Rings: The Rings of Power, donde dio vida a una versión temprana de Sauron. 
Para el 2025 interpretó a Little Sugar en la película Tornado del director John Maclean y protagonizada por Tim Roth. Además, se encuentra finalizando una segunda exitosa temporada de la obra de teatro The Fifth Step de David Ireland. La obra, además, será estrenada en los cines por el National Theatre Live en noviembre de este año.   
Actualmente, fue confirmado como el nuevo Mr. Darcy para la adaptación que hará Netflix de la novela Orgullo y Prejuicio de Jane Austen, donde compartirá escena con Emma Corin y Olivia Colman. Además, protagonizará la serie Berlin Noir, interpretando al detective Bernie Gunther.   

## Productora
El 31 de enero de 2022 inaugura, junto a su actual esposa Saoirse Ronan y Dominic Norris, la productora Arcade Pictures. La primera película que producirán será The Outrun, basada en la historia de Amy Liptrot, dirigida por Nora Fingscheidt y protagonizada por Ronan. 
Durante el año 2024 se anunció que la productora se desintegraba y tanto Jack como Saoirse Ronan, comenzarían a producir por su cuenta. Lowden, en una reciente entrevista para The Scotsman Magazine, señaló que tienen muchos planes a futuro. 

## Filmografía

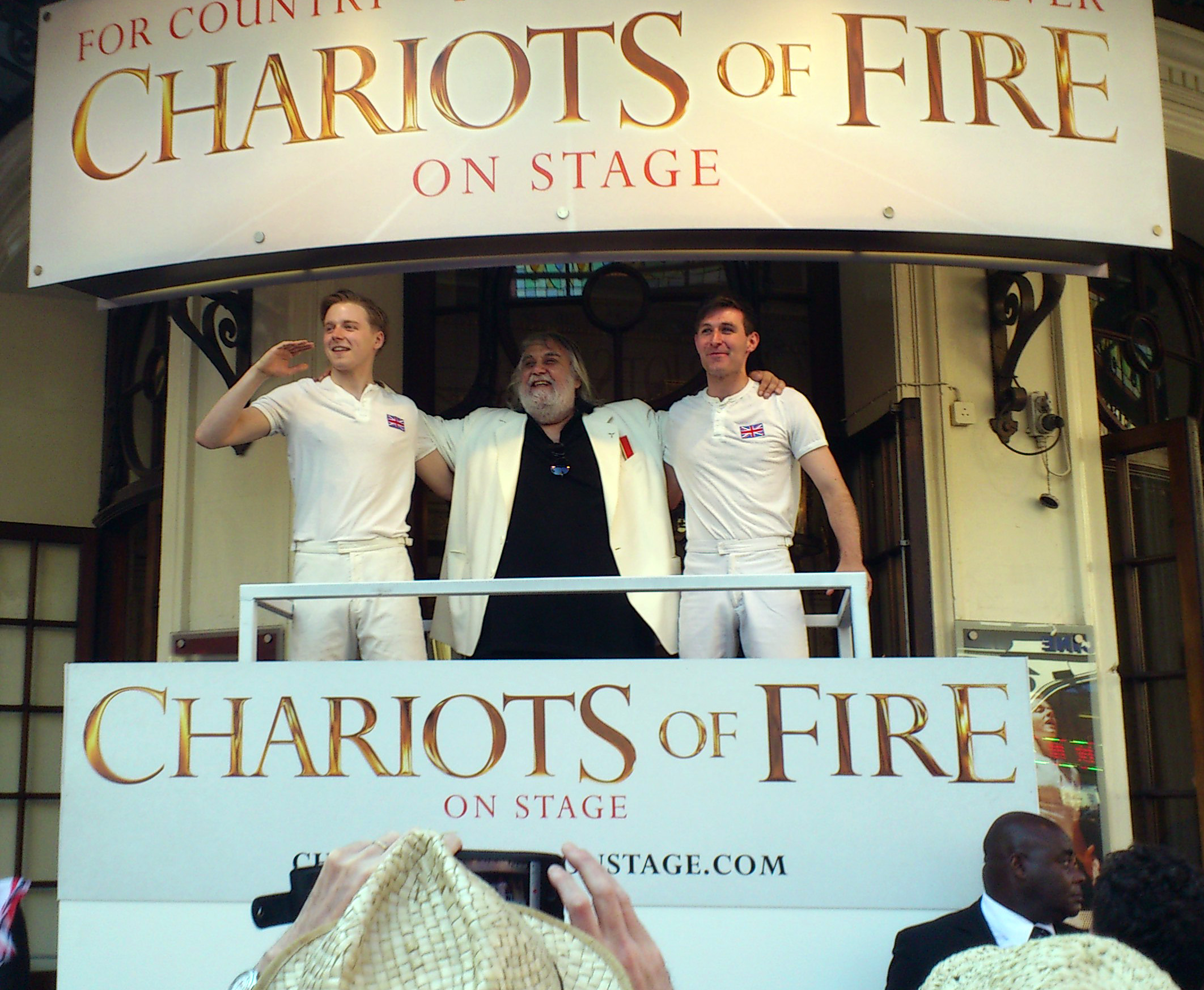
Jack junto a Vangelis y James McArdle en 2012.

### Series de televisión
| Año         | Título                                    | Personaje        |
| ----------- | ----------------------------------------- | ---------------- |
|             | Berlin Noir                               | Bernie Gunther   |
| 2026        | Orgullo y Prejuicio                       | Fitwilliam Darcy |
| 2022 - 2027 | Slow Horses                               | River Cartwright |
| 2023 - 2025 | The Gold                                  | Kenneth Noye     |
| 2024        | The Lord of the Rings: The Rings of Power | Sauron           |
| 2020        | Small Axe                                 | Ian MacDonald    |
| 2018        | The Long Song                             | Robert Goodwin   |
| 2016        | War and Peace                             | Nikolai Rostov   |
| 2015        | Wolf Hall                                 | Thomas Wyatt     |
| 2014        | The Passing Bells                         | Michael Lang     |
| 2013        | The Tunnel                                | Adam Roebuck     |
| 2012        | Mrs Biggs                                 | Alan Wright      |
| 2010        | Being Victor                              | Nick Fairclough  |

### Películas
| Año  | Título              | Personaje         | Notas |
| ---- | ------------------- | ----------------- | --- |
| 2025 | Tornado             | Little Sugar      | junto a Tim Roth. |
| 2022 | Benediction         | Siegfried Sassoon | junto Peter Capaldi. |
| 2021 | Kindred             | Thomas            | junto a Fiona Shaw y Tamara Lawrence. |
| 2020 | Capone              | Crawford          | junto a Tom Hardy |
| 2018 | Mary Queen of Scots | Lord Darnley      | junto a Saoirse Ronan, Margot Robbie, Martin Compston, David Tennant, Joe Alwyn, Brendan Coyle, Guy Pearce, Gemma Chan, Maria-Victoria Dragus |
| 2018 | Calibre             | Vaughn            | junto a Martin McCann y Tony Curran. |
| 2017 | Dunkerque           | Collins           | junto a Tom Hardy, Harry Styles, Cillian Murphy, Fionn Whitehead y Mark Rylance                                                               |
| 2016 | England Is Mine     | Steven Morrissey  | junto a Jodie Comer, Jessica Brown-Findlay, Simone Kirby y Finney Cassidy                                                                     |
| 2016 | A United Kingdom    | Tony Benn         | junto a Rosamund Pike, Tom Felton, Jack Davenport, Laura Carmichael, David Oyelowo y Charlotte Hope                                           |
| 2016 | Tommy's Honour      | Tommy Morris      | junto a Ophelia Lovibond, Sam Neill, Peter Mullan, Max Deacon, Seylan Baxter, Peter Ferdinando y Ian Pirie                                    |
| 2015 | Pan                 | Dobkins           | junto a Hugh Jackman, Levi Miller, Garrett Hedlund, Rooney Mara, Nonso Anozie, Amanda Seyfried y Cara Delevingne                              |
| 2014 | '71                 | Thompson "Thommo" | junto a Jack O'Connell, Sean Harris, Sam Reid, Sam Hazeldine, Paul Popplewell y Adam Nagaitis                                                 |
| 2013 | uwantme2killhim?    | Henry             | junto a Jamie Blackley, Toby Regbo, Joanne Froggatt, Liz White, Jaime Winstone, Mark Womack y Stephanie Leonidas                              |

## Teatro
| Año         | Obra             | Personaje     | Director        | Teatro                                                                             | Notas                                                                                        |
| ----------- | ---------------- | ------------- | --------------- | ---------------------------------------------------------------------------------- | -------------------------------------------------------------------------------------------- |
| 2024 - 2025 | The Fifth Step   | Luka          | Finn Den Hertog | National Theatre of Scotland (en Escocia, 2024) y Soho Theatre (en Londres, 2025). | Junto a Sean Gilder (en su versión escocesa) y junto Martin Freeman (en su versión inglesa). |
| 2018        | Mesure By Mesure | Angelo        | Josie Rourke    | Donmar Warehouse                                                                   | junto a Hayley Atwell                                                                        |
| 2014        | Electra          | Orestes       | Ian Rickson     | Old Vic Theatre                                                                    | junto a Kristin Scott Thomas y Diana Quick                                                   |
| 2013 - 2014 | Ghosts           | Oswald Alving | Richard Eyre    | Almeida Theatre                                                                    | junto a Lesley Manville                                                                      |
| 2012 - 2013 | Chariots of Fire | Eric Liddell  | Edward Hall     | Hampstead Theatre                                                                  | junto a James McArdle, Tam Williams, Mark Edel-Hunt y Nickolas Grace                         |
| 2010 - 2011 | Black Watch      | Cammy         | John Tiffany    | National Theatre of Scotland                                                       | junto a Richard Rankin, Ross Anderson, Cameron Barnes, Stuart Martin e Ian Pirie             |

## Premios y nominaciones
| Año  | Categoría                                    | Premio              | Obra           | Resultado |
| ---- | -------------------------------------------- | ------------------- | -------------- | --------- |
| 2025 | Mejor actor de reparto                       | Golden Globes       | Slow Horses    | Nominado  |
| 2025 | Mejor actor de reparto                       | BAFTA               | Slow Horses    | Nominado  |
| 2024 | Mejor actor de reparto                       | Emmys               | Slow Horses    | Nominado  |
| 2023 | Mejor actor de reparto                       | BAFTA               | Slow Horses    | Nominado  |
| 2022 | Mejor actor en una película                  | BAFTA Scotland      | Benediction    | Ganador   |
| 2020 | Estrella Emergente                           | BAFTA               | (Carrera)      | Nominado  |
| 2018 | Mejor actor en una película                  | BAFTA Scotland      | Calibre        | Ganador   |
| 2017 | Mejor actor en una película                  | BAFTA Scotland      | Tommy's Honour | Nominado  |
| 2014 | Mejor actor en una película                  | Oliver Award        | Ghosts         | Ganador   |
| 2014 | Mejor actor de reparto en una obra de teatro | Ian Charleson Award | Ghosts         | Ganador   |